# Al-Dschubail

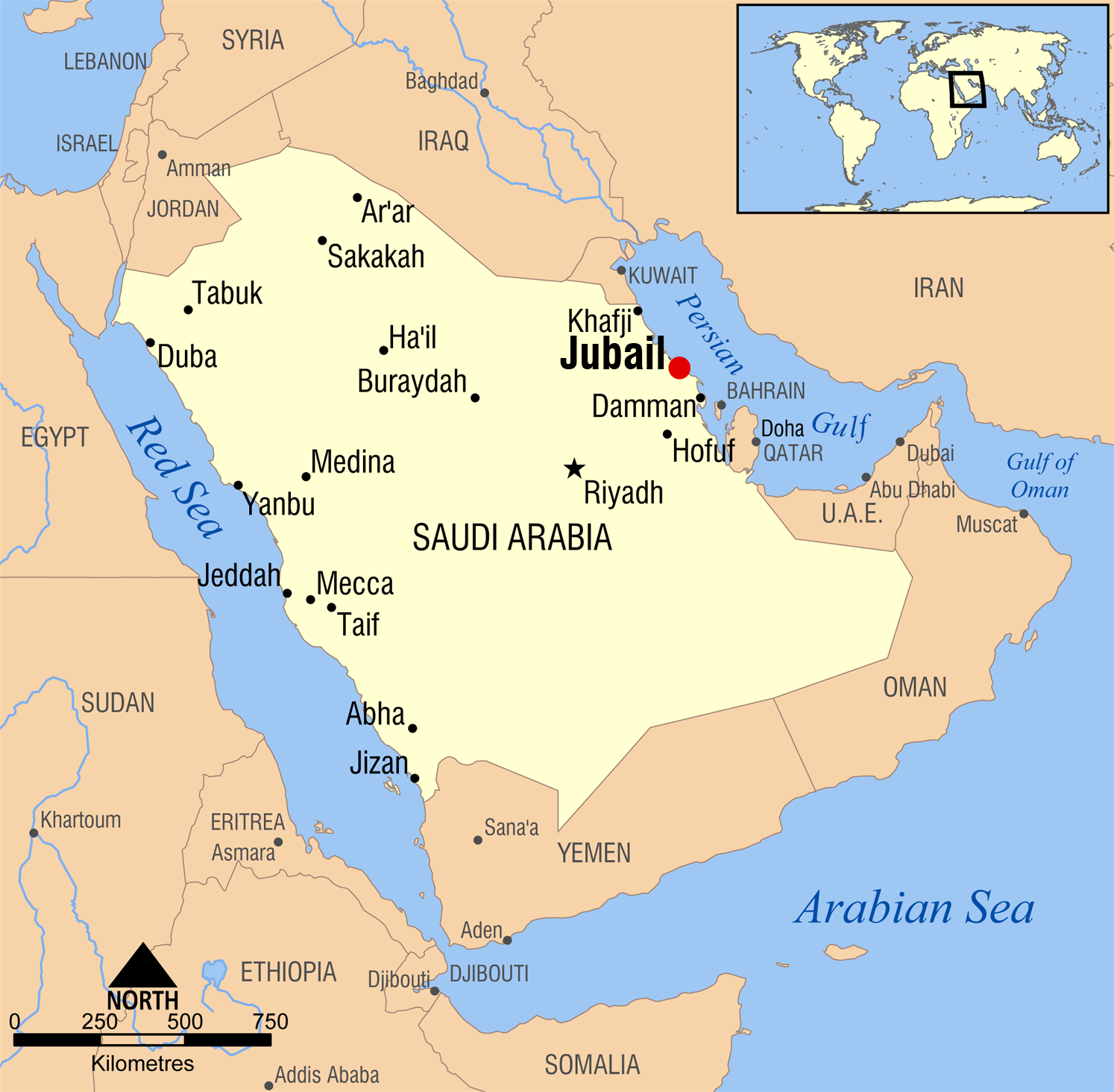
Lage von al-Dschubail, Saudi-Arabien.

Al-Dschubail (arabisch الجبيل, DMG al-Ǧubail; auch Al-Jubail oder Al Jubayl) ist eine Stadt im östlichen Saudi-Arabien. Sie liegt in der Provinz asch-Scharqiyya (östliche Provinz) am Persischen Golf, zirka 100 km nördlich von Dammam. Mitte der 1970er Jahre entstand nördlich der Altstadt, einem ehemaligen Fischerdorf, eine moderne Industriestadt, die sogenannte Madinat al-Dschubail as-Sinaʿiyya (Jubail Industrial City). Laut der Volkszählung von 2004 leben in al-Dschubail 222.544 Einwohner. Das sind 58 % mehr als zum Zeitpunkt des Zensus von 1992 (140.828 EW). Aufgrund der weiter expandierenden Industrie und der ungebrochenen Siedlungstätigkeit lässt sich hochrechnen, dass die Stadt bereits um 2008 über 300.000 Einwohner erreicht hatte. 2022 wurden bei der Volkszählung 474.679 Einwohner gezählt, davon waren fast 80 Prozent Ausländer.

## Entstehung der Stadt
Bis 1975 wurde an der Stelle des heutigen al-Dschubails vor allem Perlentauchen betrieben. Die heutige Stadt erstreckt sich von Süden kommend von der flachen Sandküste bis in die Zone der Salzmarschen und zerklüfteten Sandinseln im Norden. Das vom Wasser geformte Gelände bietet, ähnlich wie in der Stadt Abu Dhabi ideale und vielfältige Möglichkeiten, die Küstenform durch Ausbaggerungen, Aufspülungen und Befestigungen „interessant“ und gut verkäuflich zu modellieren.
Wegen der günstigen Lage zu den nationalen Ölförderanlagen entschied sich die damalige Regierung von Saudi-Arabien für die Gründung von al-Dschubail als eine von zwei Hauptindustriestädten Saudi-Arabiens. Das Pendant von Dschubail ist Yanbuʿ al-Bahr („Quelle am Meer“) und befindet sich am Roten Meer. Diese beiden sehr jungen Städte stehen nach wie vor für die Vision der Regierung zur zukünftigen Entwicklung des Landes. Zur Planung und Verwaltung von Dschubail und Yanbu wurde die sogenannte „Royal Commission“ eingesetzt.
Im Jahre 1986 fand eine Gruppe von Wüstenwanderern eine Kirchenruine, die sogenannte „Jubail Church“. Sie wurde wahrscheinlich schon im 4. Jahrhundert n. Chr. errichtet.

## Stadtgebiete

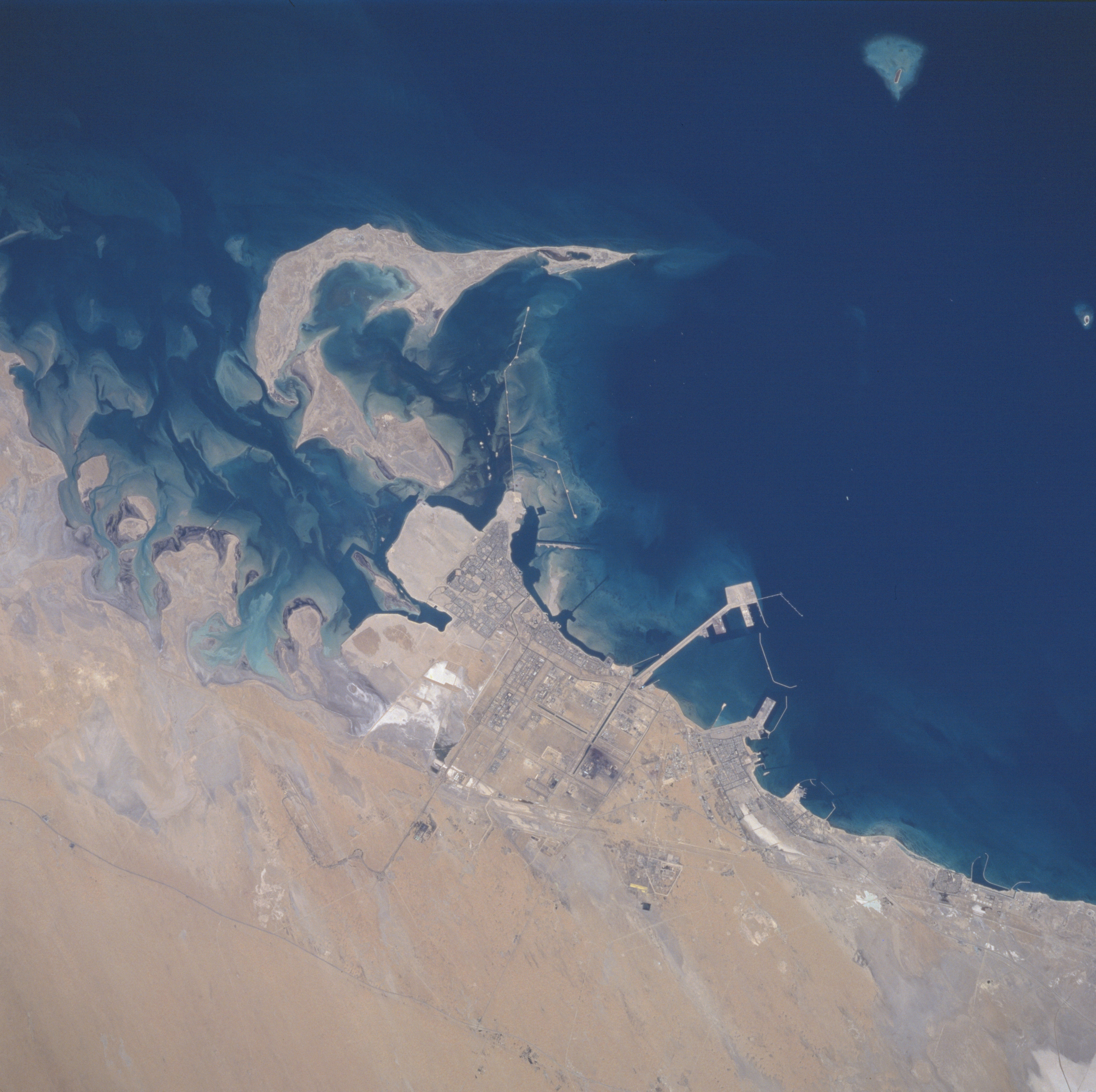
Satellitenaufnahme, Juni 1996

al-Dschubail ist unterteilt in fünf Areas:
- Industrial Zone, 8.000 Hektar im heutigen Zentrum der Stadt

Hier befinden sich 19 große Industrieanlagen, darunter einige Petrochemiewerke sowie 136 weitere zusätzliche Anlagen. Es werden u. a. Stahl, Aluminium, Kunststoffe, Betonfertigteile sowie Düngemittel hergestellt. Sämtliche Anlagen werden von der „Saudi Basic Industries Corporation“ (SABIC) oder einer ihrer unzähligen Tochterunternehmen überwacht.
- Residential Area

Diese Zone besteht aus acht nördlich anschließenden Gebieten, die auf einer mit dem Festland verbundenen Insel gelegen sind. Hier leben im Moment zirka 40.000 Einwohner. Die Kapazität dieser weiter zu entwickelnden Region liegt bei 375.000 Einwohnern.
- Airport Area

Der 24 Kilometer westlich liegende Flughafen al-Dschubail hat mit seiner 4000 Meter langen Piste die Fähigkeit und Kapazität, alle gängigen Arten von Flugzeugen zu empfangen, sowohl als Fracht- als auch Passagierflughafen. Er ist im Moment aber international bedeutungslos.
- Picnic Zone

Die Picnic-Zone befindet sich nordwestlich der Industrial Zone. Sie ist für die Einheimischen ein unschätzbares Erholungsgebiet. Es bietet unter anderem Spielplätze für Kinder oder Wassersportmöglichkeiten. Es gibt in dieser Region sehr viel Grünanlagen und Palmen.
- al-Batwah Island

Hier finden sich weitere Erholungsgebiete. Unter anderem findet man hier Parks, einen Zoo, Fischerplätze sowie einen Jachthafen.

## Industrie
Die Hauptprojekte, die von der Saudi Basic Industries Corporation (SABIC) kontrolliert werden, sind:
1. The Saudi Iron and Steel Company (Hadeed)
2. The Saudi Methanol Company (ar-Razi)
3. The Jubail Fertilizer Company (Samad / al-Bayroni)
4. The Jubail Petrochemicals Company (Kemya)
5. Saudi Petrochemicals Company (Sadaf)
6. The National Methanol Company (Ibn Sina)
7. The Arabian Petrochemicals Company (Petro-Kemya)
8. The Oriental Petrochemicals Company (Sharq)
9. The National Industrial Gas Company (Gas)
10. The National Plastics Company (Ibn Hayyan)
11. The Saudi-European Petrochemicals Company (Ibn Zahr)
12. The Saudi Chemical Fertilizer Company (Ibn al-Bitar)
13. Saudi Arabia Fertilizer Company (SAFCO)
SABIC investiert in diese Projekte zirka 33,5 Milliarden Saudi-Rial. Die Saudi Consolidated Electric Company (SCECO) liefert an die Stadt 6.000 Megawatt Strom.
Am 25. Juli 2011 geben der US-Chemiekonzern Dow Chemical und der Mineralölkonzern Saudi Aramco bekannt, ein gemeinsames Unternehmen mit dem Namen Sadara Chemical Company zu gründen. Das Unternehmen beinhaltet die Errichtung eines der größten petrochemischen Industriekomplexe der Welt in Al-Dschubail. Insgesamt wurden hier 26 Produktionsanlagen der Grund- und Kunststoffchemie errichtet mit einem Investitionsvolumen von rund 20 Mrd. US-Dollar. Die Eröffnung erfolgte im November 2016.

## Leben in al-Dschubail
- Bildung in al-Dschubail

Das „Institute of Royal Commission for Development of Human research“ bildet Studenten aus, um die Anforderungen der ansässigen Industrieanlagen an Fachkräften, Naturwissenschaftlern und Ingenieuren durch Bildung und Forschung zu erfüllen. Das Institut hat jährlich 650 Absolventen. Es gibt hier Bibliotheken, Hörsäle und voll ausgestattete Labore. Außerdem gibt es Kindergärten, Allgemeine Schulen sowie Sprachschulen, in denen Nichtmuttersprachler Arabisch lernen können.
- Gesundheitswesen in al-Dschubail

Die Royal Commission hat dafür gesorgt, dass die Gesundheitsversorgung auf dem neuesten Stand ist und voll mit europäischen Standards vergleichbar ist. Sie deckt im Moment den gesamten Bedarf der Bevölkerung ab. Das “Juwailan Hospital” ist mit 200 Betten das Hauptkrankenhaus der Stadt.
- King Fahd Industrial Port

Um die vielen Bedürfnisse an Import- und Exportprodukten zu bedienen, gibt es einen Komplex mit verschiedenen Häfen. Der größte Hafen ist der „King Fahd Industrial Port“, welcher sich im Osten vor der Industrial Zone befindet. Er liegt über einen Damm erreichbar bis zu neun Kilometer vor der Küste, hat neun große Ankerplätze, zwei riesige Lagerfelder, sowie zahlreiche Service Platforms. Ein Liegeplatz ist für Petrochemische Produkte reserviert, einer für das Be- und Entladen von Eisenerz. Außerdem gibt es auf einer Länge von vier Kilometern Länge die Möglichkeit, Tanker zu beladen.

## Söhne und Töchter der Stadt
- Tareg Hamedi (* 1998), Karateka
- Hussein al-Hizam (* 1998), Stabhochspringer